# 3-Chlor-1-propanol
3-Chlor-1-propanol ist eine chemische Verbindung vom Typ eines linearen C3-Chlorhydrins.

## Gewinnung und Darstellung
3-Chlor-1-propanol wurde erstmals 1916 von C. G. Derick und D. W. Bissell durch Reaktion von 1,3-Propandiol mit Chlorwasserstoff bei 100 °C synthetisiert. Diese Methode liefert allerdings nur eine sehr geringe Ausbeute.
Technisch wird 3-Chlor-1-propanol schon seit den 1930er Jahren unter Katalyse aus Ethen, Formaldehyd und Chlorwasserstoff synthetisiert. Das Patent wurde von der IG Farben angemeldet.

## Verwendung
3-Chlor-1-propanol wird in der medizinischen Chemie als Linker eingesetzt. Abgesehen davon kann es zu Oxetan kondensiert werden.

## Sicherheitshinweise
3-Chlor-1-propanol hat einen Flammpunkt von 75 °C.